# Шувалова, Полина Сергеевна
Поли́на Серге́евна Шува́лова (род. 12 марта 2001, Орск) — российская шахматистка, международный мастер, женский гроссмейстер(2019), гроссмейстер России (2022). Неоднократная участница и призёр международных чемпионатов России, Европы и мира, участник и победитель командных чемпионатов Европы и мира (2021). Двукратная чемпионка мира по шахматам до 18 лет (2018, 2019). Чемпионка мира по шахматам среди юниоров (2019). Чемпионка России по рапиду (2018). Бронзовый призёр чемпионата мира по блицу (2022). Входит в тройку сильнейших шахматисток России (2023).
Вместе с 43 другими российскими шахматистами Шувалова подписала открытое письмо президенту России Владимиру Путину, протестуя против российского вторжения в Украину в 2022 году и выражая солидарность с украинским народом.

## Биография
Родилась 12 марта 2001 года в г. Орске Оренбургской области. Начала заниматься шахматами в ДЮСШОР−1 г. Орска в 2007 году у тренера Владимира Петровича Антонова. В возрасте девяти лет стала кандидатом в мастера спорта. С 2010 года тренером стал Хаматгалеев Алексей Анварович, в конце 2015 года Полина перешла под крыло школы олимпийского резерва «Юность Москвы», где вскоре стала ученицей гроссмейстера Загребельного Сергея Николаевича.
В свободное от занятий время любит читать. Предпочитаемые виды спорта: бег, настольный теннис и футбол.

## Спортивные достижения
Серебряный призёр Чемпионата России до 10 лет, золото в рапиде (2011). Бронзовый призёр Чемпионата России, золото в рапиде (2014). Чемпионка России по блицу до 15 лет (2015). Серебряный призёр до 17 лет 2016 года (классика и блиц). Серебряный призёр до 17 лет 2017 года (рапид и блиц). Чемпионка России до 21 года (2017), чемпионка России среди женщин рапид (2018).
Чемпионка Европы до 12 лет (2013). Бронзовый призёр Чемпионата Европы до 15 лет (2014).
Серебряный призёр Чемпионата мира до 12 лет (2013). Бронзовый и серебряный призёр Чемпионата мира до 16 лет (2016, 2017). Чемпионка мира до 18 лет 2018 (хет-трик: классика, рапид и блиц).
Неоднократный победитель первенств Москвы: чемпионка Москвы 2015 года в категории девушек до 17 лет (блицу, рапиду), чемпионка Москвы среди женщин (2016), серебряный призёр финала Чемпионата Москвы по блицу (2018).
На Чемпионате Мира по рапиду в 2017 году разделила третье место по очкам, по дополнительным показателям заняла 11 место, обыграв в финальном туре чемпионку Мира по блицу Марию Музычук.
Бронзовый призёр Высшей лиги России среди женщин (2017), участник Суперфиналов России 2017, 2018 и 2020 годов. В Суперфинале России 2020 года установила абсолютный рекорд чемпионата, включая мужские розыгрыши всех годов, выиграв стартовые 6 встреч.
На женском Чемпионате Европы 2018 по очкам заняла второе место, став восьмой по дополнительным показателям, в результате чего была отобрана на следующий Чемпионат мира среди женщин (2018).
На Чемпионате России среди женщин 2020 года заняла второе место, проиграв на тай-брейке в «Армагеддоне» Александре Горячкиной. В ноябре 2021 года в Риге она заняла 20-е место на турнире «Большая женская швейцарка ФИДЕ».
В июле 2024 года на «Baku Open 2024» заняла первое место в женском зачёте.

## Изменения рейтинга
| График не отображается по техническим причинам. Чтобы исправить это, воспроизведите график в новом формате, если это возможно. |